# あいち航空ミュージアム
あいち航空ミュージアム（あいちこうくうミュージアム）は、愛知県西春日井郡豊山町にある県立の航空博物館で、名古屋飛行場内の南西側、旧国際線ターミナルを改装したエアポートウォーク名古屋に隣接して設けられた。

## 概要

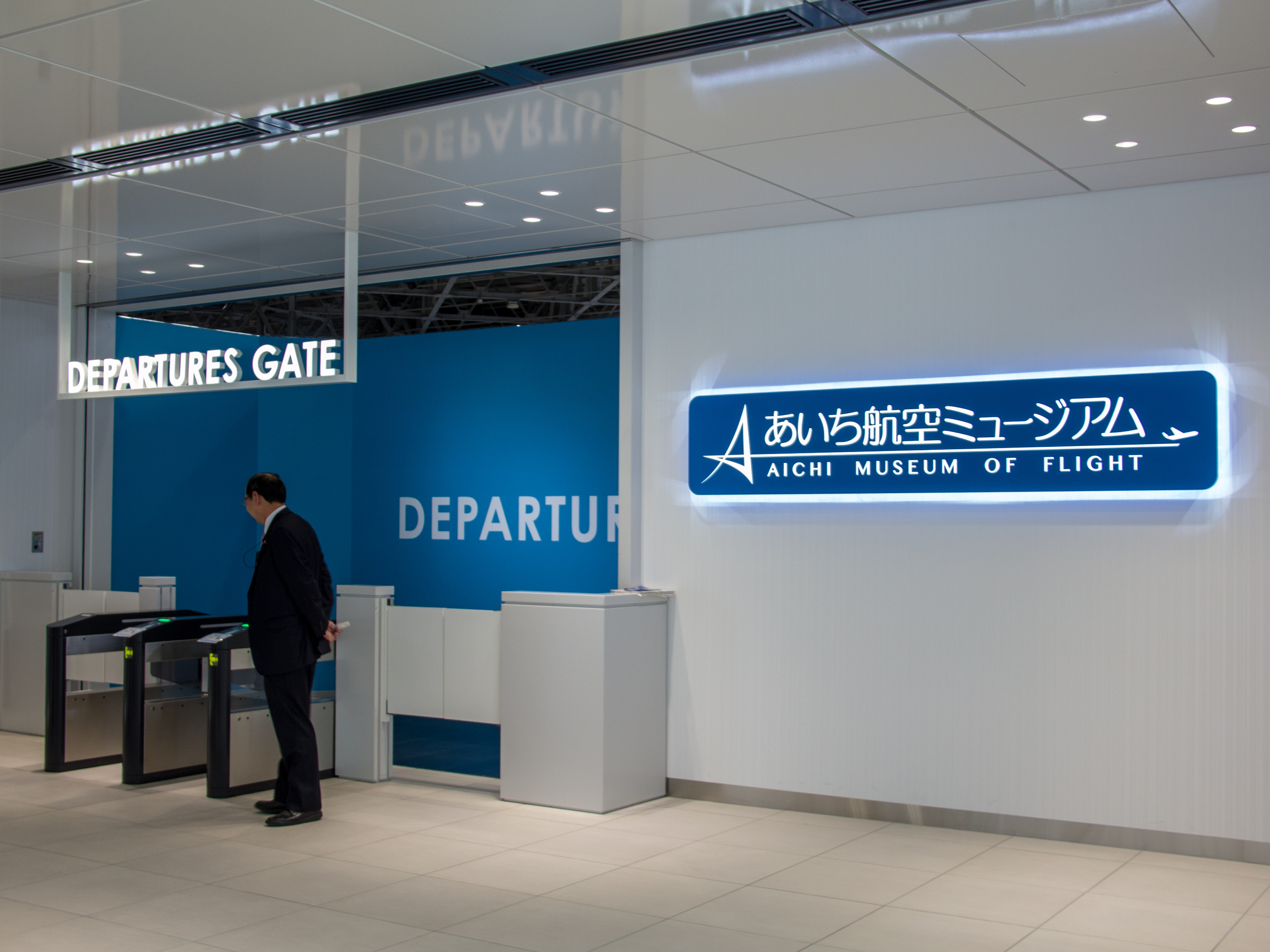
入り口

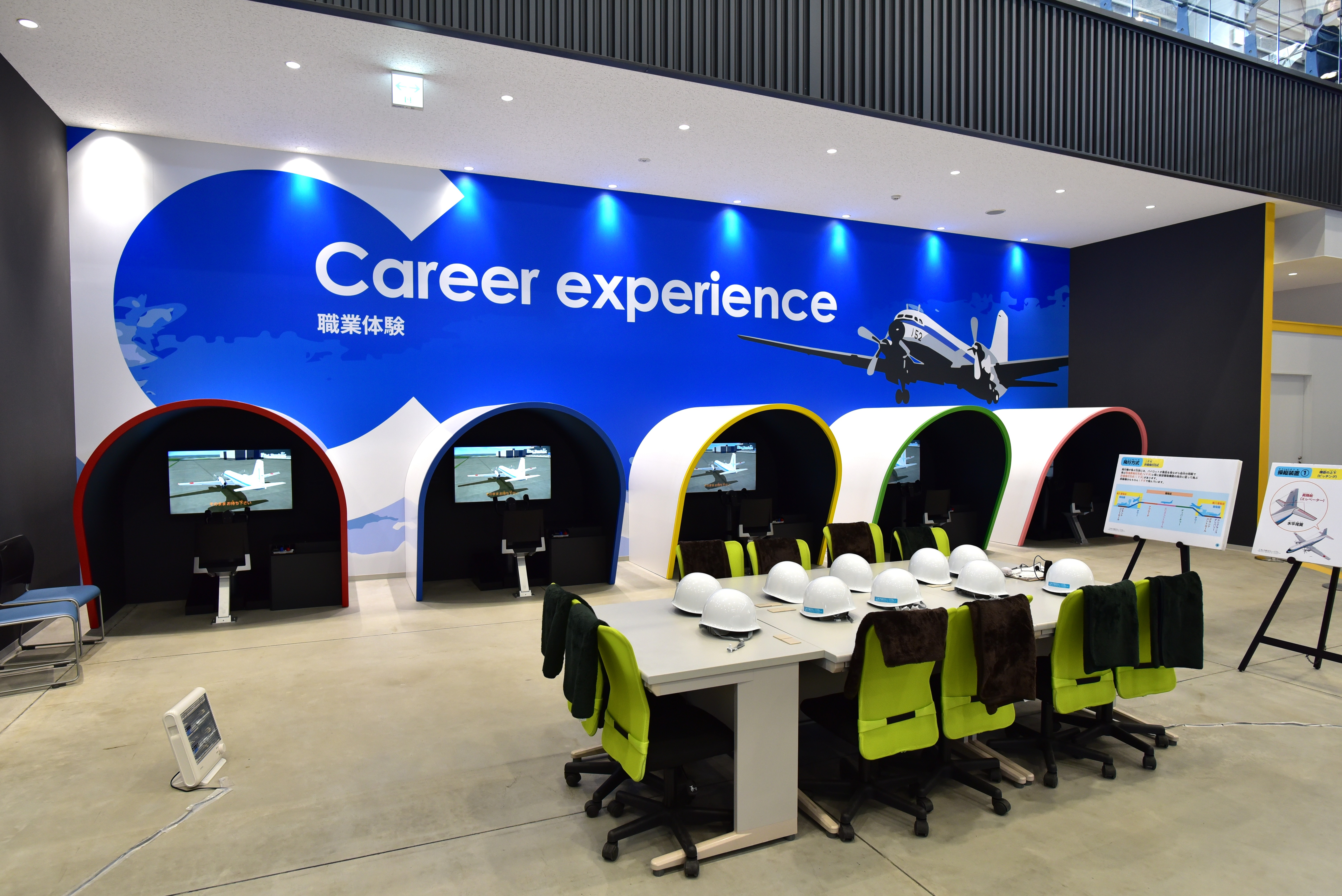
フライトシミュレーター

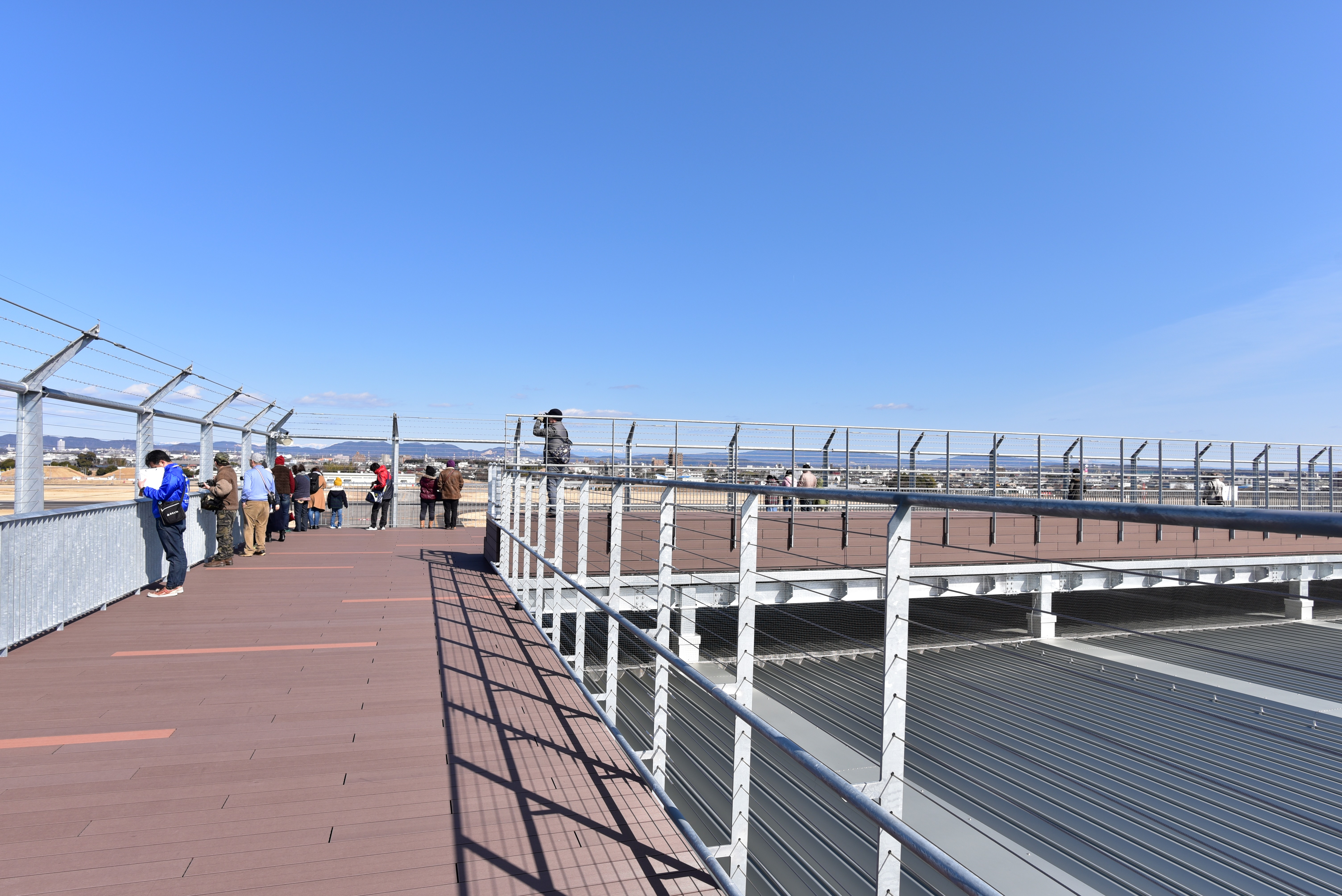
屋上展望デッキ

かつて名古屋飛行場には展示施設として「名古屋空港航空宇宙館」が設けられていたが、中部国際空港開港にともなう県営空港化により2004年10月31日に閉館、展示物の一部は神明公園に整備された航空館boonに移設されていた。
愛知県は国際戦略総合特区「アジアNo.1航空宇宙産業クラスター形成特区」の指定を受けて、航空宇宙産業の育成・振興に取り組んでおり、名古屋飛行場周辺には古くから三菱重工業名古屋航空宇宙システム製作所（名航）が立地するほか、三菱航空機がMitsubishi SpaceJet最終組立工場を新たに建設するなど、航空機の開発・生産拠点となっている。将来の人材育成・産業観光の場としても期待されることから、県は2015年5月15日の記者会見において、「県営名古屋空港見学者受入拠点施設整備事業」として「航空のフィールドミュージアム」を構築することを発表した。
構想では、ボーイングの本拠地であるシアトルやエアバスの本拠地であるトゥールーズをモデルに、飛行場周辺地域を航空分野の産業観光の拠点とするため、見学者の受入拠点施設となる、航空機をテーマとした展示施設「あいち航空ミュージアム」を整備する。周辺に点在する集積された航空機産業・観光資源と中核施設となる「あいち航空ミュージアム」が連携、「MRJ量産工場見学ツアー」、「空港施設バックグランド・ツアー」、「MHI史料室探訪ツアー」、「JAXA訪問ツアー」、「自衛隊基地見学ツアー」、「撮影スポット・ツアー」などを行い、地域全体をフィールドミュージアムとして、学校教育・人材育成・産業観光に活用する計画である。
指定管理者は空港ターミナルビルを運営する名古屋空港ビルディングが選定された（2017年11月30日から2021年3月31日まで）。2017年11月30日に開館し、同日アメリカのシアトル航空博物館と協力提携を締結した。来館者数は開館当初は年間約65万人、その後は年間約35万人を目標としている。
あいち航空ミュージアムの搭乗券（入場券）でエアポートウォーク名古屋の商品・サービスの割引が受けられる。

## 展示施設
施設は鉄骨造地上2階建て（延床面積7,900m2）で、格納庫同様にエプロンに面して大扉が設けられており、展示機を直接搬入可能な構造となっている。また、来場者の回遊性を向上するため、隣接するエアポートウォーク名古屋と渡り廊下で接続されている。建築工事の一般競争入札は清水・名工特定建設工事共同企業体が19億9,000万円で落札、2017年9月に竣工した。

## 展示物
2階でQRコードつきのチケットを購入して入館する。チケットを購入すると、パンフレットとランダムで選ばれた日本の名機100選のカードが貰える。入館料などは、あいち航空ミュージアムご利用案内 入館料・駐車場料金等を参照。

### 展示中

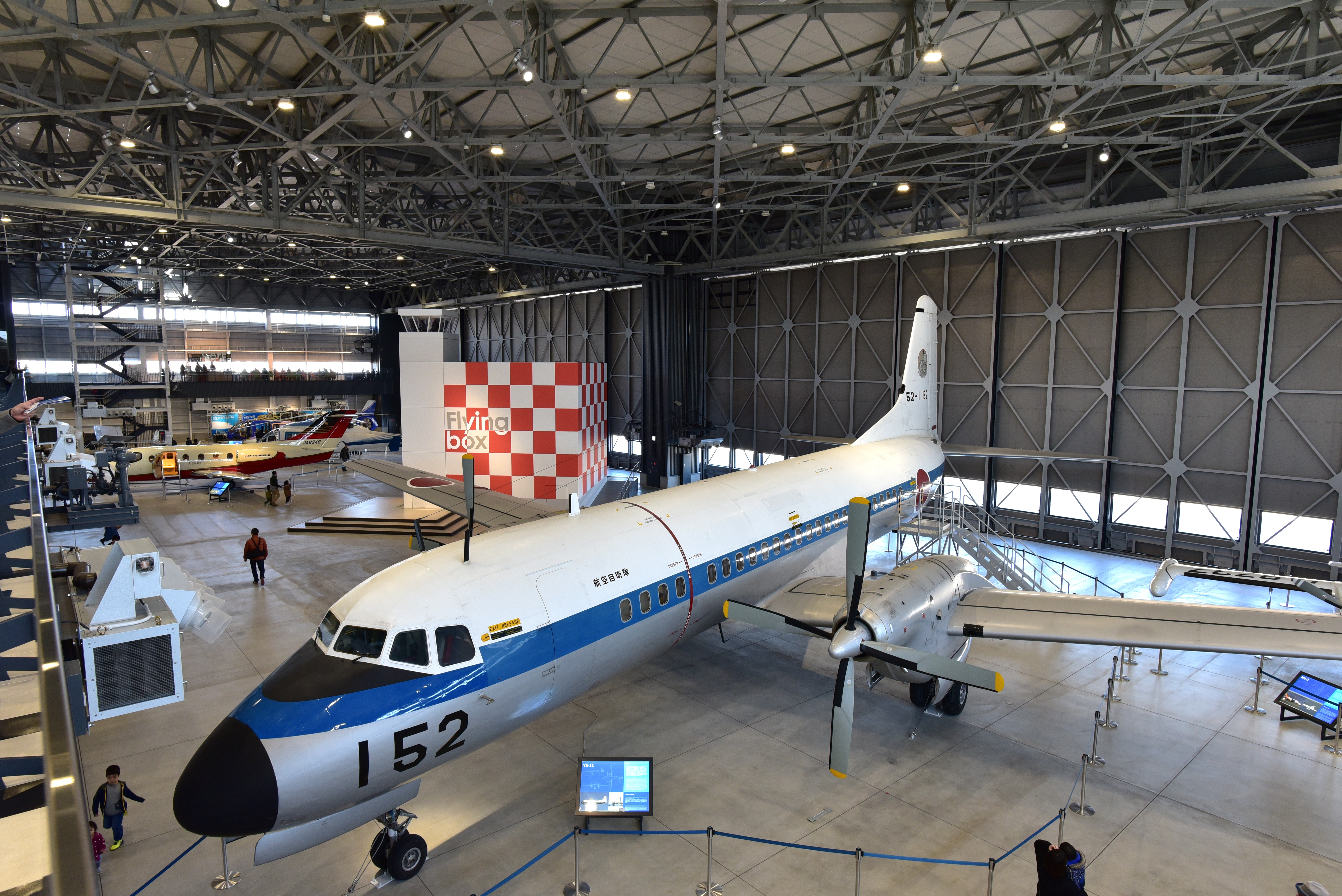
YS-11

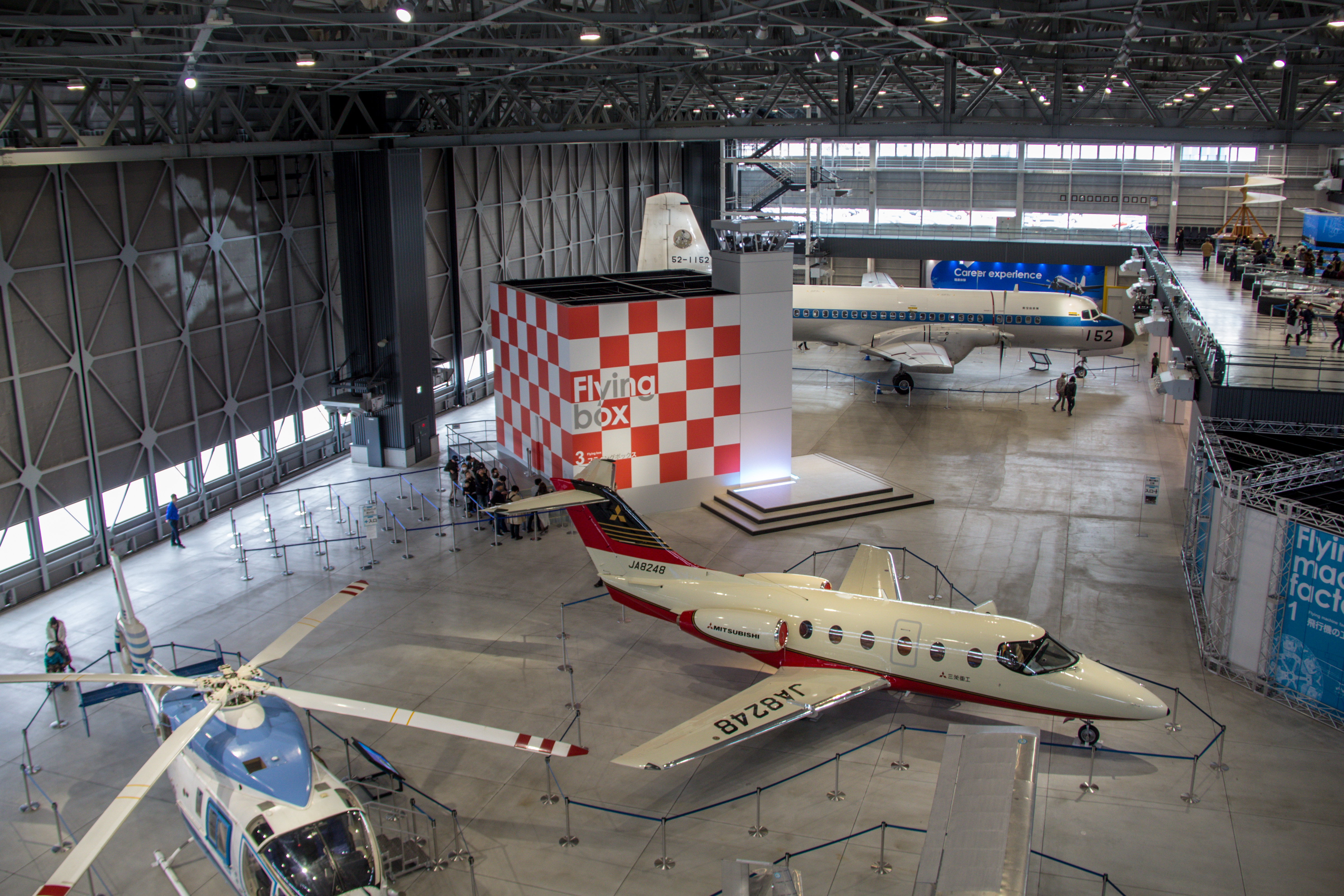
あいち航空ミュージアム館内展示飛行機

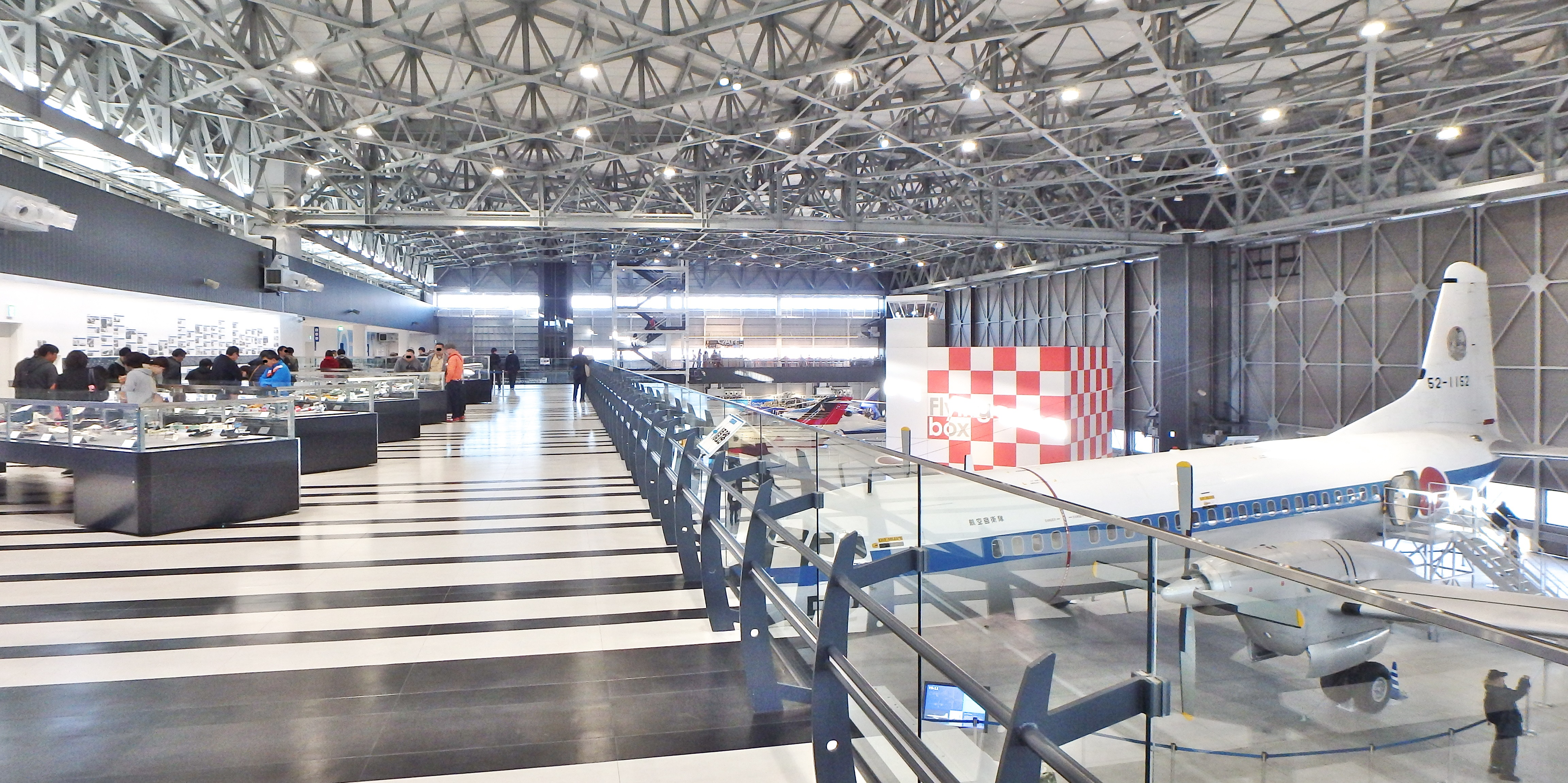
左：名機100選の模型、右：YS-11

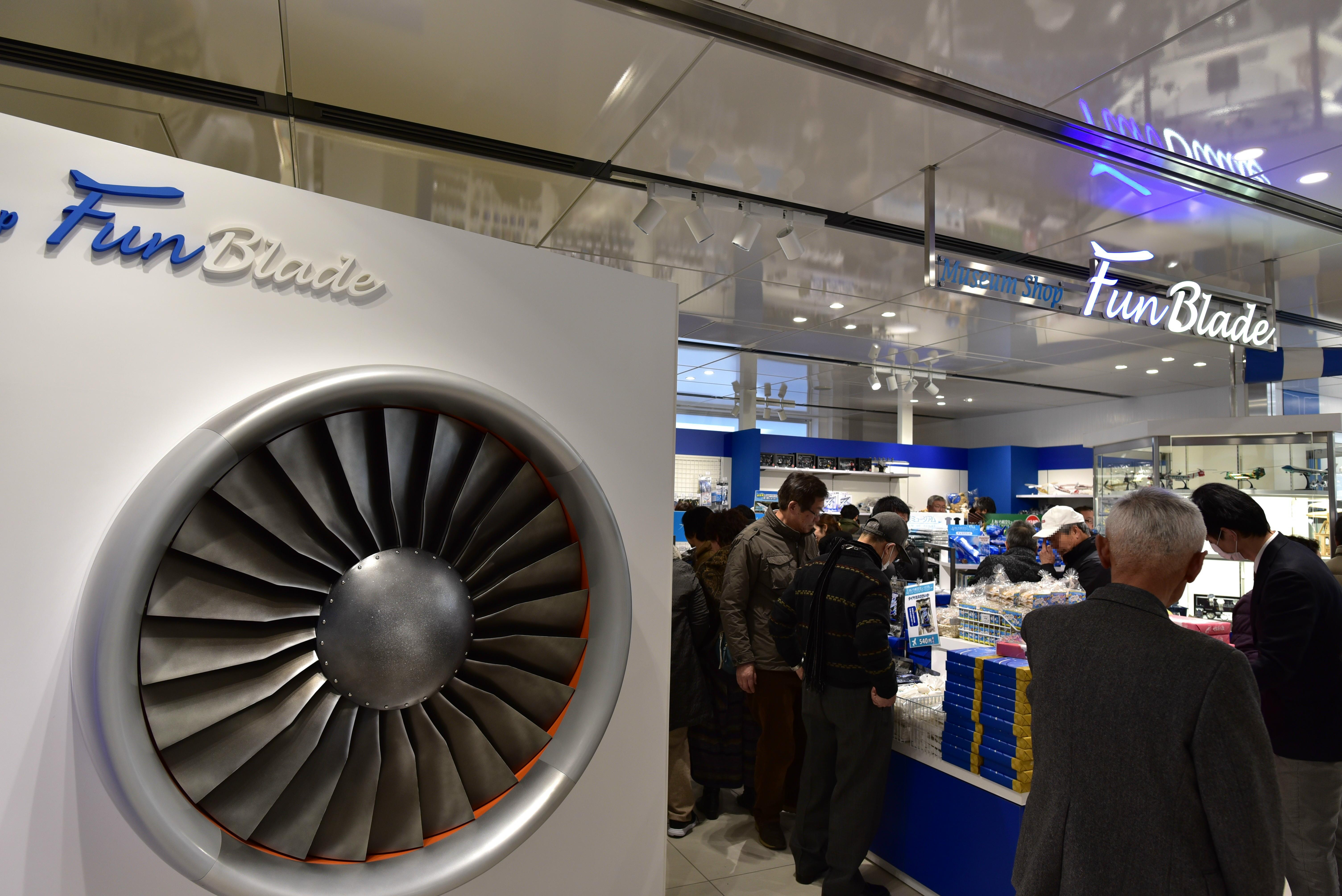
ミュージアムショップ

YS-11、MRJ（今後展示予定）の国産旅客機のほか、三菱重工業が開発した機体を中心に展示されている。展示機を含む展示物の製作・設置費用として、県は2016年度12月補正予算案で約8億8,000万円を計上した。

#### 実機展示ゾーン
- YS-11 - 航空自衛隊YS-11P（52-1152） - 2017年5月28日の航空自衛隊美保基地航空祭で展示飛行後、翌29日に航空自衛隊小牧基地へ最終飛行。
- MH2000（JA21ME、JA002M）
- MU-2（JA8737）
- MU-300（JA8248）
- EH-101（JA01MP）
- 八〇式名市工フライヤー（JR1968）
- 零式艦上戦闘機五二型実物大模型
- ロックウェル コマンダー112（JA3783）- ミュージアム駐車場入り口に展示。
- Mitsubishi SpaceJet - 試験終了後に試験機を展示予定。

#### 名機百選
日本の航空史に名を残した百機の航空機の精密模型を展示している。

### 過去の展示物
- 三菱 零式艦上戦闘機五二型甲（三菱4708） - 「飛行機の工房」内に展示されていた。当初は展示について、立地自治体である豊山町の鈴木幸育前町長が「若い子に興味を持たせたくない」として難色を示していた[9]ものの、交渉の末、開館時から1階「飛行機の工房」で展示されていたが、2019年4月8日を以って展示終了となった。[10]。

## 交通アクセス
- 各線名古屋駅前よりあおい交通バスで約20分。「エアポートウォーク」北停留所下車、徒歩ですぐ。
- 名鉄バスセンターより名鉄バスで約40分、終点下車。
- 栄よりバスで約18分、「エアポートウォーク北」停留所もしくは「あいち航空ミュージアム」停留所下車。
- 勝川駅よりあおい交通バスで約20分、「エアポートウォーク北」停留所下車、徒歩ですぐ。
- 西春駅より名鉄バスで約20分、「エアポートウォーク」停留所下車、徒歩で約2分。

### 周辺の主な航空機産業・観光資源
- 三菱重工業名古屋航空宇宙システム製作所・史料室 - 史料室では航空機資料や零式艦上戦闘機五二型・秋水の復元機などを展示（建屋の老朽化、展示物・所蔵物の整理点検のため2017年5月末に休館）。2020年2月、名古屋市港区の三菱重工大江工場に移転し、「大江時計台航空史料室」として再オープンした。
- 三菱航空機MRJ最終組立工場 - スペースジェットの開発中止に伴い、次世代民間航空機の研究拠点に転換。
- 宇宙航空研究開発機構（JAXA）名古屋空港飛行研究拠点
- 航空自衛隊小牧基地
- 航空館boon - 愛知県が神明公園に整備、2004年10月31日に閉館した。「名古屋空港航空宇宙館」の展示物の一部を展示。
- エアポートウォーク名古屋 - 旧国際線ターミナルを改装した商業施設。

### 近隣の航空系展示施設
- MRJミュージアム - 2023年6月30日、スペースジェットの開発中止により閉館。
- 岐阜かかみがはら航空宇宙博物館 - 航空自衛隊岐阜基地に隣接する各務原市と岐阜県が共同運営する航空博物館、入館セット券あり。
- FLIGHT OF DREAMS - 2018年10月12日、中部国際空港に開業したボーイング787飛行試験初号機（ZA001、登録番号N787BA）を展示する複合施設。
- トヨタ産業技術記念館 - 入館セット券あり。
- トヨタ博物館 - 入館セット券あり。